# Uyển Ân
Huỳnh Uyển Ân (sinh ngày 15 tháng 2 năm 1999), thường được biết đến với nghệ danh Uyển Ân, là một nữ diễn viên người Việt Nam. Là em gái của diễn viên Trấn Thành, cô bắt đầu được biết đến khi tham gia thủ vai chính Ngọc Nhi trong bộ phim Nhà bà Nữ (2023).

## Tiểu sử
Uyển Ân sinh ngày 15 tháng 2 năm 1999 tại thành phố Hồ Chí Minh. Ngay từ nhỏ, cô đã có niềm đam mê với diễn xuất và bắt đầu theo học tại sân khấu kịch Minh Nhí sau khi vào đại học. Năm 18 tuổi, Uyển Ân có vai diễn đầu tiên trong web-drama học đường Cô gái đến từ bên kia.

## Sự nghiệp
Những năm đầu sự nghiệp, Uyển Ân tham gia nhiều dự án phim ngắn, truyền hình và web-drama như Bố già, Làng xóm cha cha cha, Đôi mắt âm dương và Mẹ ác ma cha thiên sứ. Tuy nhiên, các vai diễn này chưa giúp cô tạo dấu ấn mạnh mẽ.
Bước ngoặt lớn trong sự nghiệp của cô là vai nữ chính trong Nhà bà Nữ (2023), bộ phim do Trấn Thành đạo diễn. Thành công của tác phẩm này không chỉ giúp Uyển Ân nổi bật trong lòng khán giả mà còn mang về cho cô đề cử Nữ diễn viên chính xuất sắc tại Liên hoan phim Việt Nam 2023.
Vào dịp Tết Nguyên Đán 2024, Uyển Ân tiếp tục tham gia bộ phim Mai, vào vai Bình Minh, con gái của nhân vật chính do Phương Anh Đào thủ vai.

## Danh sách phim

### Phim điện ảnh
| Năm  | Tên                   | Vai                 | Nguồn        |
| ---- | --------------------- | ------------------- | ------------ |
| 2023 | Nhà bà Nữ             | Ngọc Nhi            | [ 3 ]        |
| 2024 | Mai                   | Bình Minh           | [ 6 ]        |
| 2024 | Cái giá của hạnh phúc | Minh Minh (Nina Võ) | [ 7 ] [ 8 ]  |
| 2024 | Cô dâu hào môn        | Tú Lạc              | [ 9 ] [ 10 ] |
| 2024 | 404: Chạy ngay đi     | Ma nữ               | [ 11 ]       |
| 2025 | Bộ tứ báo thủ         | Kiều                | [ 12 ]       |

### Phim truyền hình / Web-drama
- Bố già – Vai phụ
- Làng xóm cha cha cha – Vai phụ
- Đôi mắt âm dương – Vai phụ
- Mẹ ác ma cha thiên sứ – Vai phụ
- Cô gái đến từ bên kia (2017) – Vai diễn đầu tiên

### Chương trình truyền hình
| Năm  | Chương trình     | Vai trò                      | Nguồn         |
| ---- | ---------------- | ---------------------------- | ------------- |
| 2023 | Nhanh như chớp   | Người chơi                   | [ 13 ]        |
| 2024 | Sao nhập ngũ     | Người chơi, thành viên chính | [ 14 ] [ 15 ] |
| 2025 | Tổ đội 1 không 2 | Người chơi, thành viên chính | [ 16 ] [ 17 ] |

## Giải thưởng và đề cử
| Năm  | Giải thưởng                        | Hạng mục                                  | Đề cử    | Kết quả | Nguồn  |
| ---- | ---------------------------------- | ----------------------------------------- | -------- | ------- | ------ |
| 2023 | Liên hoan phim Việt Nam lần thứ 23 | Nữ diễn viên chính xuất sắc               | Bản thân | Đề cử   | [ 18 ] |
| 2024 | Ngôi Sao Xanh                      | Nữ diễn viên chính xuất sắc (Điện ảnh)    | Bản thân | Đề cử   | [ 19 ] |
| 2024 | Ngôi Sao Xanh                      | Nữ diễn viên điện ảnh được yêu thích nhất | Bản thân | Đề cử   | [ 19 ] |